# Pierre Baetens
Pierre Joseph Antoine Baetens (Blerick, 7 mei 1914 – 28 januari 1995) was een Nederlands burgemeester.
Hij werd geboren als zoon van Louis Bernardus Johannes Baetens (*1888) en Cornelia Hubertina Bex (*1887). Hij was werkzaam als ambtenaar ter secretarie voor hij midden 1945 waarnemend burgemeester werd van de Noord-Brabantse gemeente Beek. In mei 1947 werd Baetens daar de kroonbenoemde burgemeester en enkele jaren later zou die gemeente hernoemd worden tot de gemeente Prinsenbeek. In 1979 ging hij met pensioen en begin 1995 overleed hij op 80-jarige leeftijd. De Prinsenbeekse straat 'Burgemeester Baetenspark' is naar hem vernoemd.